# Hymna San Marina
Hymna San Marina je
Inno Nazionale (česky Národní hymna). Autorem je italský houslista a hudební skladatel Federico Consolo. Hymna byla přijata v roce 1894 a nemá oficiální text. Neoficiální text vytvořil básník a nositel Nobelovy ceny Giosuè Carducci, vláda San Marina jej však nepřijala. Hymna se hraje především u příležitosti sanmarinských svátků a oficiálních ceremoniálů.

## Neoficiální text
| Originální text | Český překlad |
| --- | --- |
| Oh antica Repubblica Onore a te virtuosa [:Onore a te:] Generosa fidente, Virtuosa. Oh, Repubblica Onore e vivi eterna Con la vita E gloria d'Italia Oh Repubblica Onore a te. | O, stará republiko, čest Tobě, ctnostná, [:čest Tobě:] Velkoryse věrná, O, ctnostná. O, republiko, Čest a život věčný, s životem a ctí Itálie O, republiko, čest Tobě. |